# 僧妙達蘇生注記
『僧妙達蘇生注記』（そうみょうたつそせいちゅうき）とは、妙達という僧が、冥界で見聞した内容を記した冥界遍歴譚。

## 概要
成立は天暦9年（955年）から長久年間（1040-1044年）とされる。 出羽国の田川郡にある龍華寺に住む妙達が、天暦5年（951年）に一度は死に7日後に蘇生したとする説話。 妙達の蘇生譚は『今昔物語集』や『法華験記』にもあるが、僧妙達蘇生注記は冥界の様子を詳細に記述している。
文献上の初見とされる信濃国善光寺について「真蓮師は水内郡善光寺の本師であるが仏花餅油を受用する。是に依る果報は面が八つ在る三丈五尺の大蛇」になったと記される。また11年程前に敗戦討死したとされる平将門の死後への閻魔大王の裁定では兜率天に遇される一方、将門を調伏して死に至らしめる霊験を示したとされる尊意に対しては「悪しき修法により調伏した罰により地獄に落ち」たと断じている。
漢文で記載され法華経の功徳を示す内容であるが、全体的に天台座主に対し辛辣な記述が目立つ。そのころの東国における仏教の状況を示しているとされる。